# Manliftingbanner
Manliftingbanner is een Nederlandse straight edge communistische hardcore punk band uit Amersfoort en Amsterdam.

## Geschiedenis
Toen Lärm in 1987 stopte, gingen de leden daarvan in andere bands gaan spelen. In 1988 werd Profound opgericht. In 1989 (het jaar van de val van de Berlijnse Muur) wordt de band hernoemd naar Manliftingbanner. De communistische band werd kritisch gevolgd binnen de anarchistische punkwereld. De band speelt in dit decennium in binnen- en buitenland. Na enkele jaren stilte speelde de band in 1999 een reünie optreden. In 2011 werd de band benaderd door Crucial Response Records om een discografie uit te brengen op een dubbel LP. Er was niet voldoende materiaal, waarna besloten werd om een aantal nieuwe nummers op te nemen. Sinds 2012 is de band weer onregelmatig actief.

## Bezetting
- Bart Griffioen - bas
- Paul van den Berg - gitaar
- Olav van den Berg - drums
- Michiel Bakker- zang
- Thomas Olivier - gitaar

## Discografie
- Myth of Freedom - Crucial Response Records 1991
- Ten Inches That Shook the World - Crucial Response Records 1992
- We Will Not Rest - Crucial Response Records 1995
- The Workers United Will Never Be Defeated - AHC Records 1995[5]
- The Revolution Continues 2012 - Crucial Response Records[6]
- Red Fury - Crucial Response Records 2014[7]
- Manliftingbanner/Deadstoolpigeon - Split EP Refuse Records 2014

### Diversen
- Bijdrage aan verzamel LP Fury! (2016)